# Înotătoarele peștilor

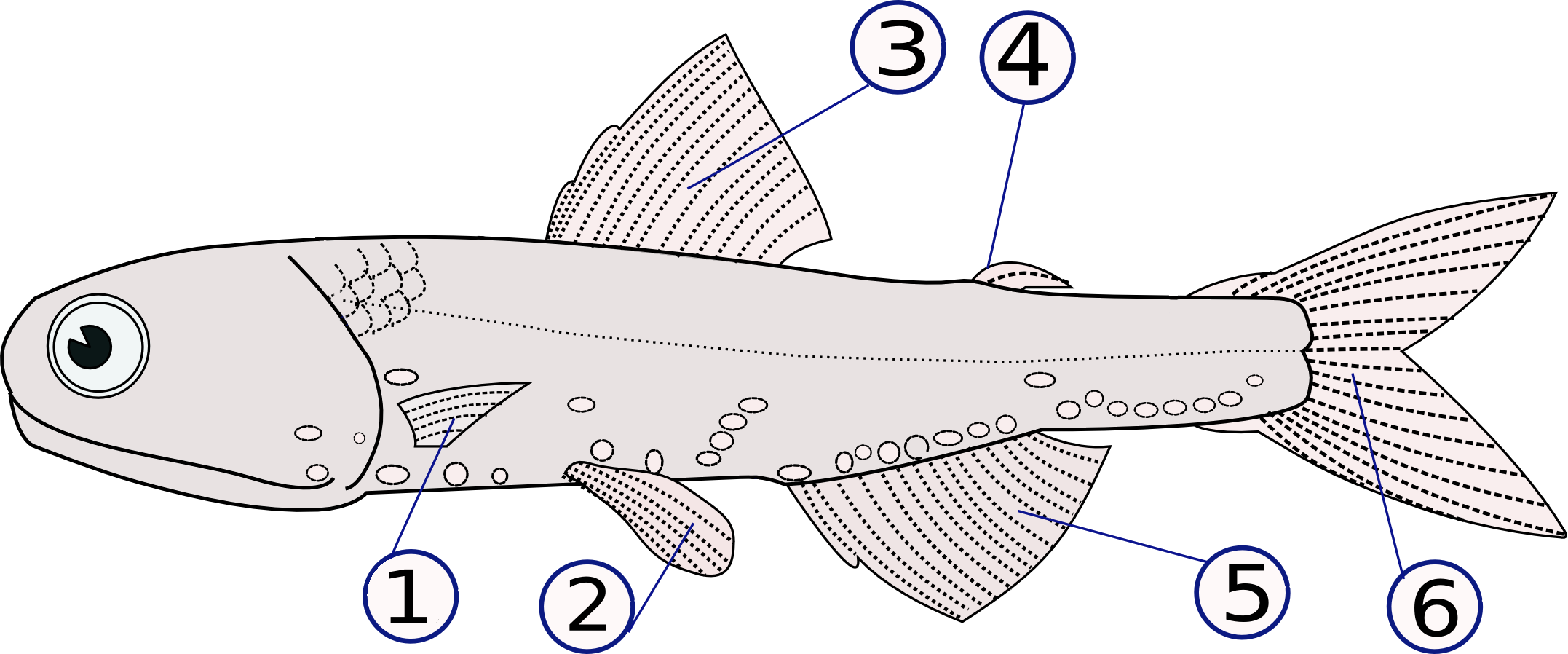
Înotătoarele peștelui Lampanyctodes hectoris
(1) înotătoare pectorale (perechi), (2) înotătoare ventrale sau pelviene (perechi), (3) înotătoarea dorsală, (4) înotătoare adipoasă, (5) înotătoarea anală, (6) înotătoarea caudală

Înotătoarele peștilor (numite și aripioare sau ihtiopterigii) sunt organe locomotorii ale peștilor, formate din mai multe radii acoperite cu o membrană. Ele sunt fie perechi, fie neperechi. Alcătuirea, mărimea și așezarea înotătoarelor sunt foarte variate.

## Înotătoarele perechi
Înotătoarele perechi (sau pare) sunt axate pe scheletul unor centuri (scapulare sau pelvine). Se disting: înotătoare pectorale (P), situate lateral în apropierea operculelor, înapoia deschiderii branhiale; înotătoare ventrale (V) sau pelviene dispuse pe partea ventrală a corpului (abdominal sau pectoral). Înotătoarele perechi sunt omoloage cu membrele tetrapodelor. 
Înotătoarele pectorale pot lipsi la unele specii (ața de mare) sau sunt foarte mari (pești zburători). Unii pești (perioftalmide) pot să se deplasează pe uscat, iar alții pe fundul apelor (rândunica de mare), cu ajutorul înotătoarelor pectorale. 
Poziția înotătoarelor ventrale nu este constantă, deoarece nu se articulează cu coloana vertebrală, ele fiind prinse numai în musculatura ventrală a corpului. La cei mai mulți pești, ele au poziție abdominală situate sub abdomen, dar la unii pești (percide) sunt deplasate sub înotătoarele pectorale pe torace (poziție toracică), sau chiar înaintea pectoralelor sub gât (poziție jugulară) (mihalț). La unele specii lipsesc (anghilă). La guvizi, înotătoarele ventrale prin concreștere, formează o ventuză.

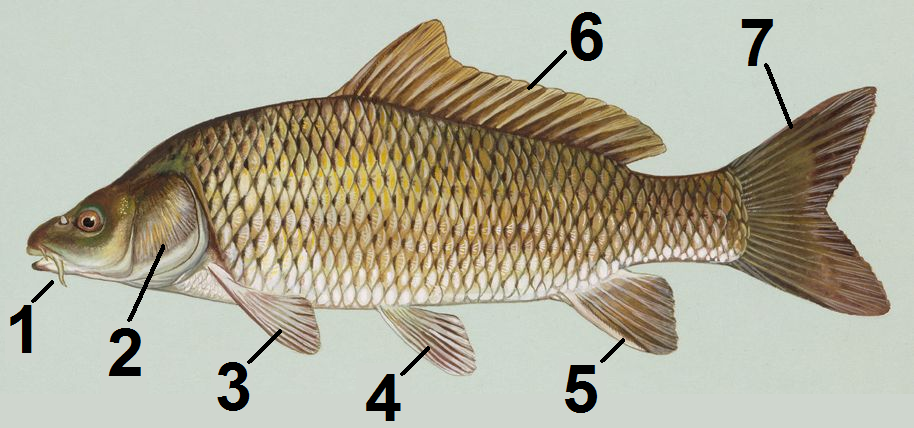
Înotătoarele la crap (Cyprinus carpio)
1 - mustăți; 2 - opercul; 3 - înotătoare pectorale (perechi); 4 - înotătoare ventrale sau pelviene (perechi); 5 - înotătoarea anală; 6 - înotătoarea dorsală; 7 - înotătoarea caudală.

## Înotătoarele neperechi
Înotătoarele neperechi (sau impare) sunt situate pe planul de simetrie al corpului, pe linia mediană, au poziție verticală și se articulează la pterigoforele împlântate în musculatura corpului. Se disting: înotătoarea dorsală (D), una sau mai multe dispuse pe spate; înotătoarea anală (A), una sau mai multe dispuse între anus și caudală; înotătoarea caudală (C), dispusă la capătul posterior al corpului.
La pești în stadiul larvar, forma inițială a înotătoarelor neperechi are aspectul unui pliu nesegmentat și nepereche, care se întinde pe partea dorsală a corpului și înconjură coada pe fața ventrală a corpului, până la orificiul anal. Prin fragmentarea acestui pliu nesegmentat se diferențiază înotătoarea dorsală, codală și cea anală. 
Înotătoarea dorsală se poate fragmenta în două părți (percide), mai rar în trei părți (gadide), iar în cazuri excepționale poate fi formată din mai mulți lobi (polipteriforme) sau poate lipsi (Electrophorus electricus). Primele raze ale înotătoarei dorsale la unele specii se pot transforma în spini protectori (ghidrini) sau iau parte în formarea unor ventuze (Echeneis). La unii pești razele lipsesc în a doua înotătoare dorsală (salmonide, somn pitic) și în ele se depozitează grăsime, din care cauză acestea se numesc înotătoare adipoase.

## Formula înotătoarelor
Formula înotătoarelor se bazează pe numărul radiilor simple, neramificate și ramificate din înotătoare. Radiile simple se înseamnă cu cifre romane, cele ramificate cu cifre arabe. Dacă există 2 dorsale, atunci prima se notează cu D1, după care urmează formula, continuându-se apoi cu D2 însoțită de formula respectivă.
Formula înotătoarelor la roșioară (Scardinius erythrophthalmus) este D III 8—9 (10); A III (9) 10—11 (12); C 19; P I 15; V 8. Aceasta înseamnă că în înotătoarea dorsală (D) sunt 3 radii simple, neramificate, urmate de 8 sau 9 (rar 10) radii ramificate; în anală (A) sunt 3 radii simple și 10 sau 11 (rar 9 sau 12) radii ramificate, etc. 